# Manuel Baquedano
Manuel Baquedano González (Santiago del Cile, 1º gennaio 1823 – Santiago del Cile, 30 settembre 1897) è stato un generale e politico cileno. Fu brevemente capo del governo cileno nel 1891.
Generale comandante dell'Ejército de Chile, Baquedano partecipò alla Guerra del Pacifico (1879-1884) occupando la capitale peruviana Lima (1881) e venendo ricevuto trionfalmente al ritorno in patria. Non si schierò nella guerra civile scoppiata nel gennaio 1891 tra i liberali del presidente José Manuel Balmaceda Fernández e i conservatori guidati dal Congresso e dall'ammiraglio Jorge Montt Álvarez. 
Dopo la decisiva vittoria conservatrice di Placilla (28 agosto 1891), Balmaceda si dimise e lasciò il potere al generale Baquedano, che attese a Santiago l'arrivo delle truppe conservatrici. Il 31 agosto l'ammiraglio Montt fece il suo ingresso nella capitale e assunse la presidenza provvisoria della Repubblica, sollevando Baquedano da ogni incarico politico.